# Bahnhof Hannover-Anderten-Misburg
Der Bahnhof Hannover-Anderten-Misburg in Hannover ist ein Haltepunkt der Kategorie 5 der S-Bahn Hannover. Er befindet sich an der Bahnstrecke Hannover–Braunschweig auf der Grenze der Stadtteile Anderten und Misburg-Süd. Das ehemalige Empfangsgebäude steht unter Denkmalschutz. Die darin befindliche Gaststätte Alter Bahnhof Anderten ist mit zahlreichen Eisenbahnutensilien ausgestattet.

## Geschichte

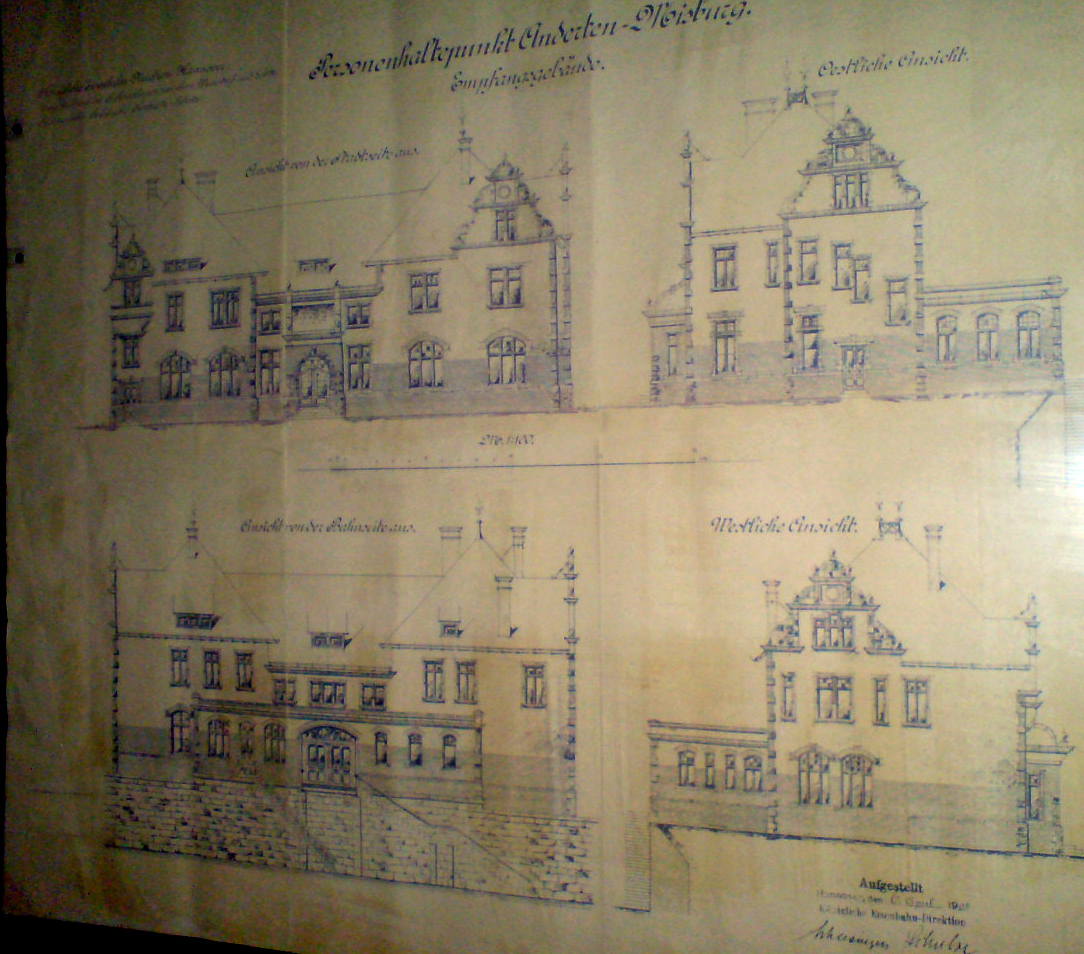
Architekturzeichnung des Bauwerks

Nachdem 1843 nördlich des Dorfes Anderten die Bahnstrecke Hannover–Braunschweig eröffnet worden war, ergab sich im Zuge der fortschreitenden Industrialisierung durch den wachsenden Güterverkehr nach und nach eine Überlastung der Strecke. Für den Personenverkehr wurde daher Anfang des 20. Jahrhunderts rund 600 Meter südlich eine neue Strecke verlegt, die von Lehrte kommend am Tiergarten wieder auf die alte Trasse traf. 1906 wurde die neue Strecke dem Verkehr übergeben. Das Empfangsgebäude wurde 1910 fertiggestellt. Die bisherige Strecke wurde abschnittsweise Teil der neuen Güterumgehungsbahn. Sie hatte noch bis 2003 am Hermann-Löns-Park eine Verbindung zur alten Strecke zum Hauptbahnhof. Als das Empfangsgebäude für den Bahnverkehr nicht mehr benötigt wurde, wurde es 1983 verkauft.

## Empfangsgebäude
Das Empfangsgebäude ist ein Putzbau mit differenzierten Gliederungen aus Ziegelsteinen und Sandsteinkörpern über einem rechteckigen Grundriss. Der Baukörper ist in drei Abschnitte untergliedert: einen anderhalbgeschossigen Mitteltrakt mit dem Eingang und der ehemaligen Halle und daran anschließend die beiden zweigeschossigen Seitenflügel, in denen sich im Erdgeschoss die Wartesäle und Diensträume befanden, im Obergeschoss Wohnungen.
Das Gebäude ist mit geschweiften Blendgiebeln an den Risaliten, Zwerchhäusern und Erkern geschmückt. Der Bahnhof „ist für einen Vorort wie Anderten ein wichtiges Beispiel öffentlichen Repräsentationsbaus, zeigt er doch die Bedeutung“, die ihm auf dieser stark befahrenen Strecke beigemessen wurde.

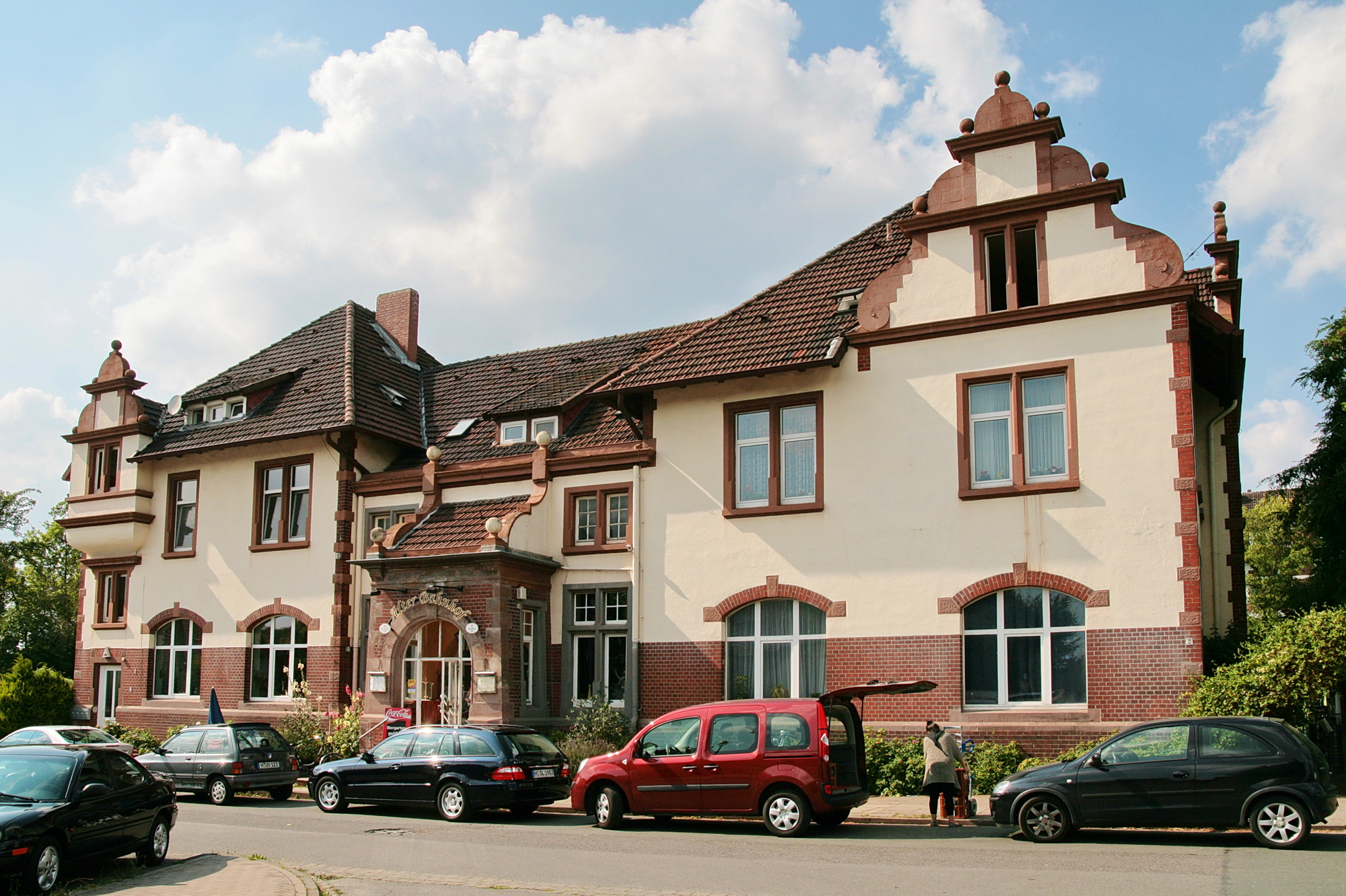
Ansicht mit Haupteingang
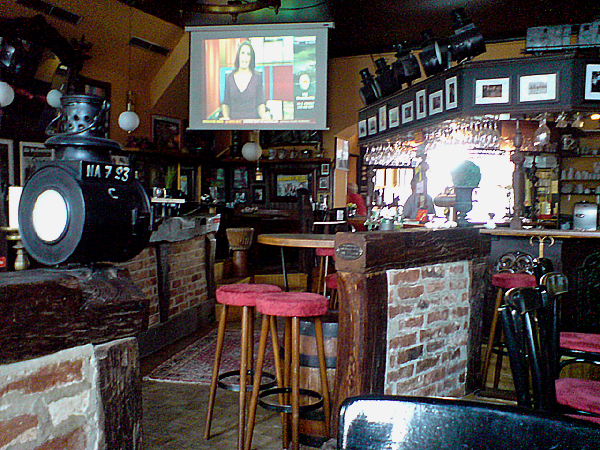
Innenansicht mit Bahnrequisiten
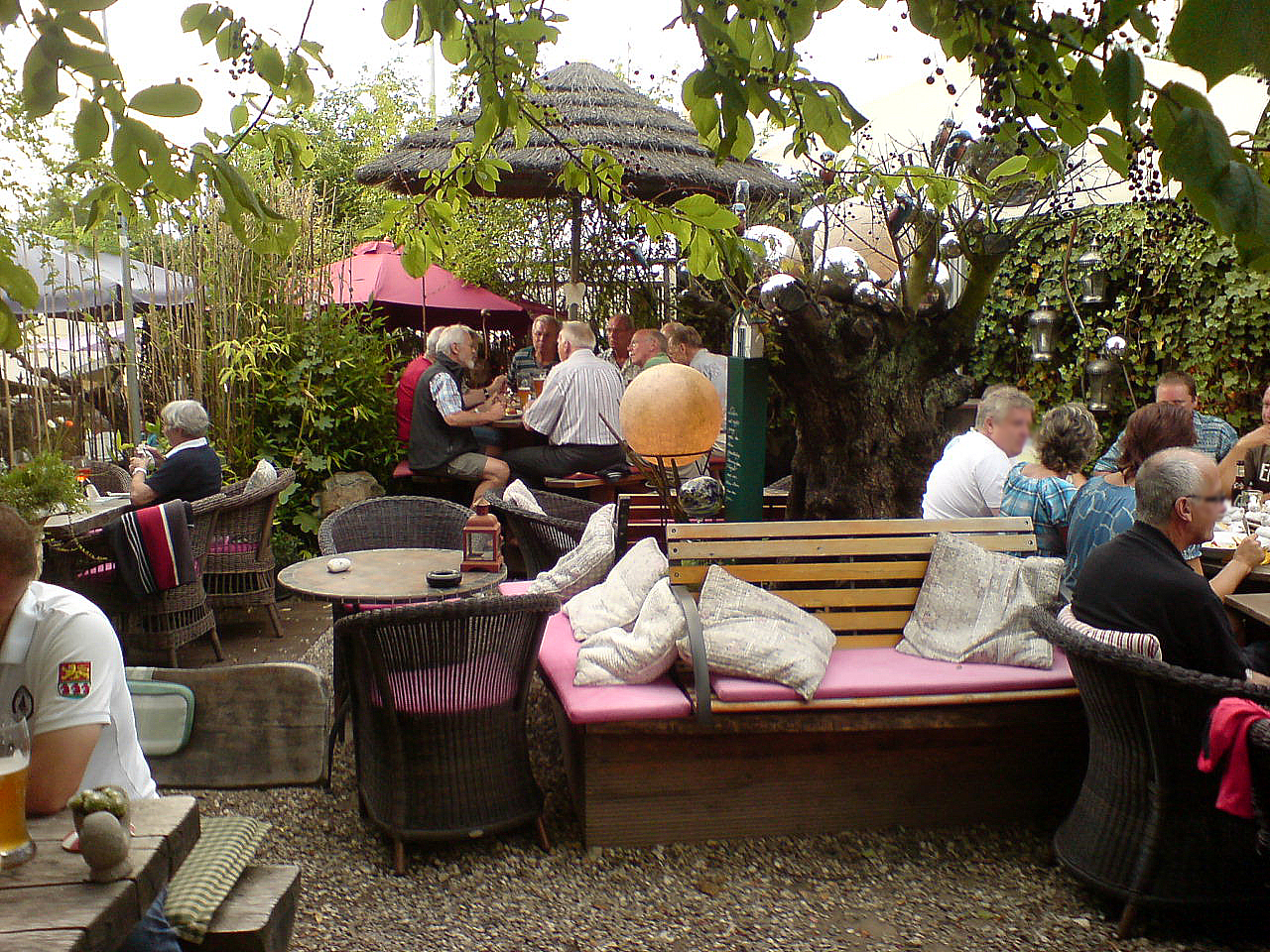
Blick in den Biergarten

## S-Bahn-Station

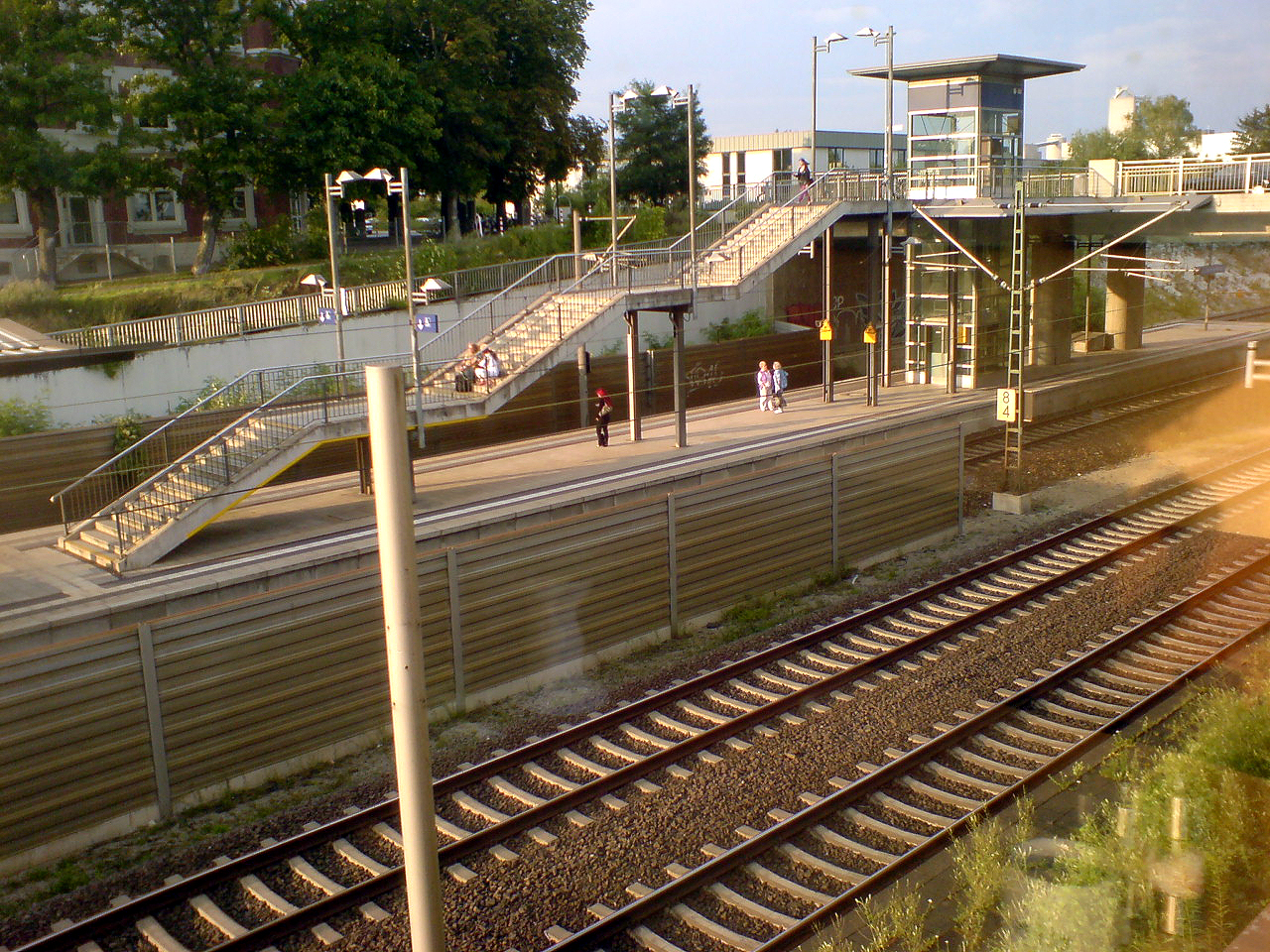
S-Bahn-Station

Im Jahr 2000 wurde anlässlich der Einführung der S-Bahn Hannover zwischen Hannover und Lehrte eine eigene abschnittsweise zweigleisige Strecke für die S-Bahn parallel zur bestehenden Strecke gebaut. Am Bahnhof Hannover-Anderten-Misburg verlaufen die beiden Gleise für die S-Bahn nördlich der alten Gleise. Sie haben einen Mittelbahnsteig erhalten und sind mittels eines Aufzuges barrierefrei erreichbar. Der bisherige Bahnsteig am alten Empfangsgebäude wurde geschlossen, der frühere Bahnsteig für die Richtung Hauptbahnhof fahrenden Züge wurde abgerissen. Die Station wird von den jeweils stündlich verkehrenden S-Bahn-Linien S3 und S7 bedient. Durch Taktüberlagerung besteht zwischen Hannover Hauptbahnhof und Lehrte ein 30-Minuten-Takt.
| Linie | Verlauf | Takt   |
| ----- | --- | ------ |
| S 3   | Hildesheim – Harsum – Algermissen – Sehnde – Lehrte – Ahlten – Hannover-Anderten-Misburg – Hannover Karl-Wiechert-Allee – Hannover-Kleefeld – Hannover Hbf Stand: Fahrplanwechsel Dezember 2021            | 60 min |
| S 7   | Celle – Ehlershausen – Otze – Burgdorf (Han) – Aligse – Lehrte – Ahlten – Hannover-Anderten-Misburg – Hannover Karl-Wiechert-Allee – Hannover-Kleefeld – Hannover Hbf Stand: Fahrplanwechsel Dezember 2021 | 60 min |